# 斯氏脂䲁
斯氏脂䲁（學名：Starksia starcki），為輻鰭魚綱䲁形目脂䲁科斯氏脂䲁屬的一個種，分布於中西大西洋佛羅里達群島、貝里斯及宏都拉斯海域，深度6至19公尺，本魚體長，扁平，頭鈍，眼、鼻孔及頸背觸鬚不分支，鼻觸鬚最長，背鰭硬棘與鰭條之間有缺刻，雄魚第一臀鰭棘長與鰭的其餘部分分離，變為性器官，側線連續，前段拱起，後段直，側線鱗片15枚，體橘色至淺棕褐色，眼下半部後方有2個暗斑，身體前部有3條完整、間隔較遠、強烈對比的深色橫帶，隨後在中腹處有5-6條不規則的橫帶，背鰭硬棘20-21枚、背鰭軟條8-9枚、臀鰭硬棘2枚、臀鰭軟條18-19枚，體長可達4公分，棲息在珊瑚礁湧浪區，生活習性不明，可做為觀賞魚。